# Дорен
Дорен — містечко та громада округу Брегенц в землі Форарльберг, Австрія. Дорен лежить на висоті 711 м над рівнем моря і займає площу 14,17 км². Громада налічує 1024 мешканців. Густота населення 72/км².  
Громада лежить в районі, який носить назву Брегенцький ліс. Через містечко протікає річка Брезенцер Ах. Населення Форальбергу розмовляє алеманським діалектом німецької мови, а тому ближче до швейцарців, ніж до населення більшої частини Австрії, яке розмовляє баварсько-австрійським діалектом. Основною індустрією Форальбергу є спортивний туризм, і кожен населений пункт має розвинуту інфраструктуру: транспорт, готелі тощо. 
|                                |
| Дорен на мапі округу та землі. |

```
Адреса управління громади: Kirchdorf 168, 6933 Doren. 
```

## Демографія
Історична динаміка населення міста за даними сайту Statistik Austria